# رقص، احمق‌ها، رقص
«رقص، احمق‌ها، رقص» (انگلیسی: Dance, Fools, Dance) فیلمی آمریکایی در سبک جنایی و درام به کارگردانی هری بومونت است که در سال ۱۹۳۱ منتشر شد. از بازیگران آن می‌توان به جوآن کراوفورد، کلیف ادواردز، و کلارک گیبل اشاره کرد.